# Torre Gaia (métro de Rome)
Torre Gaia est une station du métro de Rome, située sur la ligne C.

## Situation sur le réseau
Établie en surface, la station Torre Gaia est située sur la ligne C du métro de Rome, entre les stations Torre Angela, en direction de Lodi, et Grotte Celoni, en direction de Monte Compatri - Pantano.

## Histoire
La station Torre Gaia est mise en service le 9 novembre 2014, lors de l'ouverture à l'exploitation de la section de Parco di Centocelle à Monte Compatri - Pantano.